# Pat O’Connor (wrestler)
Pat O’Connor, właśc. Patrick John O’Connor (ur. 22 sierpnia 1924, zm. 16 sierpnia 1990) – amerykański wrestler, posiadacz mistrzostwa NWA World Heavyweight Championship przez dwa lata, inauguracyjny mistrz AWA World Heavyweight.

## Młodość
Urodził się 22 sierpnia 1924 w Auckland w Nowej Zelandii jako Patrick John O’Connor.
W młodości trenował zapasy. Dwukrotnie zdobył mistrzostwo  Nowej Zelandii, a w 1950 zdobył srebrny medal na Igrzyskach Imperium Brytyjskiego.
Trenował też piłkę nożną i rugby.

## Kariera wrestlerska
Debiutował w 1950 i wkrótce zaczął zdobywać mistrzostwa w różnych regionach. W 1959 pokonał Dicka Huttona w walce o mistrzostwo NWA World Heavyweight Championship, które posiadał przez dwa lata. W czasie swojego panowania został też uznany za pierwszego posiadacza AWA World Championship po tym, jak Verne Gagne odłączył się od National Wrestling Alliance, by założyć własną organizację, American Wrestling Association. W 1967 razem z Wilburem Snyderem zdobył mistrzostwo drużynowe AWA Tag Team Championship.
Przeszedł na emeryturę w 1982. Po zakończeniu kariery wrestlera zajmował się organizowaniem programów wrestlerskich w Kansas City i Saint Louis.
Trenował wrestlerów: Arta Crewsa, Dicka Murdocha, Fritza von Goeringa, Hiroshiego Wajimę, Mr. Wrestlinga II, Oxa Bakera, Takashiego Ishikawę, Thunderbolta Pattersona i Yoshihiro Momotę.

## Śmierć i upamiętnienie
Umarł na raka 16 sierpnia 1990.
2 kwietnia 2016 został pierwszą osobą wprowadzoną do skrzydła Legacy galerii sławy WWE Hall of Fame.

## Mistrzostwa i osiągnięcia
- American Wrestling Association
  - AWA World Tag Team Championship (1 raz)
- International Wrestling Association
  - IWA United States Heavyweight Championship (2 razy)
- National Wrestling Alliance
  - NWA British Empire Heavyweight Championship (wersja Toronto) (1 raz)
  - NWA Canadian Open Tag Team Championship (1 raz) – z Billym Watsonem
  - NWA Central States Heavyweight Championship (3 razy)
  - NWA Central States Tag Team Championship (1 raz) – z Bobem Brownem
  - NWA Chicago United States Heavyweight Championship (2 razy)
  - NWA Central States United States Heavyweight Championship (5 razy)
  - NWA North American Heavyweight Championship (wersja Maritimes) (1 raz)
  - NWA North American Tag Team Championship (wersja stanów środkowych) – z Sonnym Myersem
  - NWA World Heavyweight Championship (1 raz)
  - NWA World Tag Team Championship (wersja Chicago) (1 raz) – z Royem McClaritym
  - NWA World Tag Team Championship (wersja stanów środkowych) (4 razy) – z Sonnym Myersem (1 raz), z Tinym Millsem (1 raz), z Bobem Geigelem (1 raz) i z Omarem Atlasem (1 raz)
  - Iowa Tag Team Championship (1 raz) – z Ronniem Etchisonem
  - Rocky Mountain Heavyweight Championship (1 raz)
  - NWA Hall of Fame (2011)
- World Wrestling Association
  - WWA World Tag Team Championship (1 raz) z – Wilburem Snyderem[1]
- Professional Wrestling Hall of Fame and Museum
  - Wprowadzony w 2007[5]
- Wrestling Observer Newsletter
  - Wrestling Observer Newsletter Hall of Fame (1996)
- World Wrestling Entertainment
  - WWE Hall of Fame (2016)[1]